# Episodi di Siren (terza stagione)
La terza e ultima stagione della serie televisiva Siren, composta da 10 episodi, è stata trasmessa negli Stati Uniti su Freeform dal 2 aprile al 28 maggio 2020.
In Italia, la terza stagione va in onda su Rai 4 dal 12 al 16 aprile 2021.
| n° | Titolo originale     | Titolo italiano            | Prima TV USA   | Prima TV Italia |
| -- | -------------------- | -------------------------- | -------------- | --------------- |
| 1  | Borders              | Confini                    | 2 aprile 2020  | 12 aprile 2021  |
| 2  | Revelations          | Rivelazioni                | 2 aprile 2020  | 12 aprile 2021  |
| 3  | Survivor             | Sopravvissuto              | 9 aprile 2020  | 13 aprile 2021  |
| 4  | Life and Death       | Vita e morte               | 16 aprile 2020 | 13 aprile 2021  |
| 5  | Mommy and Me         | Mamma ed io                | 23 aprile 2020 | 14 aprile 2021  |
| 6  | The Island           | L'isola                    | 30 aprile 2020 | 14 aprile 2021  |
| 7  | Northern Exposure    | Esposizione a nord         | 7 maggio 2020  | 15 aprile 2021  |
| 8  | Til Death Do Us Part | Finché morte non ci separi | 14 maggio 2020 | 15 aprile 2021  |
| 9  | A Voice in the Dark  | Una voce nel buio          | 21 maggio 2020 | 16 aprile 2021  |
| 10 | The Toll of the Sea  | Il pedaggio del mare       | 28 maggio 2020 | 16 aprile 2021  |